# Катцов
Катцов (нем. Katzow) — община в Германии, в земле Мекленбург-Передняя Померания.
Входит в состав района Восточная Передняя Померания. Подчиняется управлению Лубмин.  Население составляет 631 человек (на 31 декабря 2010 года). Занимает площадь 26,20 км².
Коммуна подразделяется на 4 сельских округа.